# Stephanie Foster
Stephanie Charlene Foster, nach Heirat Stephanie Charlene Cooper, MBE (* 2. September 1958 in Morrinsville) ist eine ehemalige neuseeländische Ruderin. Sie gewann 1982 Weltmeisterschaftsbronze im Einer und 1986 im Doppelzweier.

## Sportliche Karriere
Die 1,81 m große Stephanie Foster nahm 1978 an den Weltmeisterschaften auf dem Lake Karapiro teil. Sie gewann sowohl im Vierer mit Steuerfrau als auch im Achter das B-Finale.
Drei Jahre später trat sie bei den Weltmeisterschaften 1981 in München im Einer an und belegte den fünften Platz. Im Jahr darauf siegte die Vorjahresdritte Irina Fetissowa aus der Sowjetunion mit einem Vorsprung von neun Hundertstelsekunden vor der Rumänin Valeria Răcilă; 1,78 Sekunden hinter der Siegerin erkämpfte Stephanie Foster die Bronzemedaille. Bei den Olympischen Spielen 1984 in Los Angeles trat Foster ebenfalls im Einer an. In ihrem Vorlauf belegte sie den zweiten Platz hinter Valeria Răcilă. Nach einem zweiten Platz im Zwischenlauf und einem vierten Platz im Halbfinale gewann sie das B-Finale und belegte somit in der Gesamtwertung den siebten Platz.
1985 bildete Foster einen Doppelzweier mit Robin Clarke, die beiden erreichten den vierten Platz bei den Weltmeisterschaften 1985 in Hazewinkel. 1986 fanden in Edinburgh die Commonwealth Games 1986 statt. Foster gewann sowohl den Wettbewerb im Einer als auch zusammen mit Robin Clarke den Wettbewerb im Doppelzweier. Drei Wochen später fanden in Nottingham die Weltmeisterschaften 1986 statt. Im Doppelzweier gewannen Clarke und Foster die Bronzemedaille hinter den Booten aus Rumänien und aus der DDR.
1987 wurde Stephanie Foster für ihre Verdienste um den Rudersport in den Order of the British Empire aufgenommen.